# Rio Bora
O Rio Bora é um rio da Romênia afluente do Rio Lotru, localizado no distrito de Vâlcea.